# Casa dei Bambini
El 6 de gener de 1907, Maria Montessori, al conegut barri de S. Lorenzo de Roma, va inaugurar la primera "llar d'infants" en abordar el seu compromís educatiu amb els fills de les famílies dels treballadors del veïnat. Això vol dir que la seva metodologia seria aplicada a infants amb diferents nacionalitats, nivells socioeconòmics i capacitat intel·lectual. Aquesta experiència està relacionada amb una idea del socialisme humanitari del pedagog, dirigit a la redempció de les persones i de la infància.
Bàsicament Montessori va pensar que una escola significava una continuació de l'experiència familiar, amb una atmosfera serena de benvinguda, de fet, era necessari posar els nens a la condició de poder començar amb un coneixement experimental.
Ella sempre havia tingut especial interès i dedicació en els infants, per això va decidir que el seu mètode tindria inicis amb infants de 3 a 7 anys. Cada infant hauria d'estar entregat en el seu treball: uns farien exercicis sensorials, altres s'exerciten a comptar, o toquen lletres, o dibuixen, teixeixen o simplement es dediquen a posar les coses en ordre. Així doncs, els infants tenen oportunitat de desenvolupar totes les seves activitats. Totes aquelles que formessin part de "la vida pràctica", que corresponen al benestar personal de l'infant (vestir-se, pentinar-se...) i el benestar de l'ambient (per exemple; la neteja de l'habitatge). Per tant, seran totes aquelles activitats que permetran a l'infant adquirir majors coneixements i domini d'ell mateix i del món que els envolta,
Una de les disciplines d'aquesta casa no podria mai obtenir-se amb mandats o prediccions, ni amb cap mitjà disciplinari utilitzat fins al moment en les escoles.